# Krapkowice
Krapkowice là một thị trấn thuộc huyện Krapkowicki, tỉnh Opolskie ở nam Ba Lan. Thị trấn có diện tích 21 km². Đến ngày 1 tháng 1 năm 2011, dân số của thị trấn là 17602 người và mật độ 838 người/km².